# گروت ۶۸۸۶
سیارک ۶۸۸۶ (به انگلیسی: 6886 Grote، نامگذاری:1942CG) شش هزار و هشتصد و هشتاد و ششمین سیارک کشف شده‌است که در ۱۱ فوریه ۱۹۴۲ کشف شد.
قدر مطلق سیارک برابر ۱۲٫۰۰ است.